# أنيسيا أتشينج
أنيسيا كارلو أتشينج أولورو نائبة في برلمان جنوب السودان وناشطة في مجال حقوق المرأة. 
ولد أتشينج في جنوب السودان. توفت والدتها عندما كانت صغيرة، وتوفي والدها في الحرب الأهلية. بعد ذلك تم تربيتها في ملجأ للأيتام من قبل المبشرين الذين انتقلوا إلى أوغندا. أنهت تعليمها الثانوي هناك وأصرّت على العودة إلى السودان للبحث عن أقربائها. بعد المدرسة، عادت إلى جنوب السودان لمتابعة تدريب الشرطة والتمريض قبل العثور على عمل مع مساعدة الكنيسة النرويجية. أُجبرت على مغادرة البلاد مرة أخرى بسبب الحرب وانتقلت إلى نيروبي حيث تطوعت للعمل في مفوضية الأمم المتحدة لشؤون اللاجئين وحضرت الجامعة الكاثوليكية في شرق أفريقيا.

## الهروب إلى كينيا والنشاط
كانت آشنغ تعيش في جبال النوبة عام 1993، عندما دخل الجيش والمتمردون المنطقة، وأجبروها على الفرار إلى كينيا هربًا من الحرب. هرب طفلها البالغ من العمر ست سنوات إلى أوغندا مع شقيقتها. في نيروبي، كانت آشينغ مؤسِّسة مشاركة لصوت المرأة السودانية من أجل السلام، وهي منظمة غير حكومية مكرسة لمكافحة انتهاكات حقوق الإنسان في السودان.
كانت آشنغ مندوبة إلى جانب فاطمة أحمد إبراهيم في مؤتمر مبادرة حصاد السودان لعام 1995: مبادرة السلام النسائية في نيروبي. في 1995-1996، سافرت أولورو في جميع أنحاء كندا مع إبراهيم في جولة ناطقة لإبلاغ الناس عن فظائع الحرب وانتهاكات حقوق المرأة التي تحدث في السودان. وأبلغت صحيفة New Times of Toronto الكاثوليكية أن الأطفال والنساء يباعون في العبودية مقابل 35 دولارًا.
في عام 1998، حصلت على درجة البكالوريوس في العلوم الاجتماعية من الجامعة الكاثوليكية لشرق أفريقيا في نيروبي. كما حضرت مؤسسة Mindolo Ecumenical - معهد عموم أفريقيا ومقرها كيتوي حيث حصلت على دبلوم في القيادة النسائية. 
بعد توقيع اتفاقية السلام الشامل، أجرت أتشينج وشبكة نساء السلام بجنوب السودان تدريبات لخلق وعي حول تأثير الدستور المؤقت على النساء.
بصفتها ضابطًا في بناء السلام في خدمات الإغاثة الكاثوليكية، ألهمت أتشينج مشروع الطريق إلى السلام الذي بدأ في مايو 2007. تضمن مشروع الغذاء مقابل العمل بناء طريق بين إيكوتوس وإيماتونغ. كما شاركت في برنامج مركز العدالة وبناء السلام في السودان.

## الحياة السياسية
أصبحت أتشينج عضوًا في البرلمان من جنوب السودان يمثل شرق الاستوائية. وهي أيضًا عضو في الهيئة الحكومية الدولية المعنية بالتنمية في شرق إفريقيا.

## الحياة الشخصية
أتشينج مسيحية ولديه ولدان وابن بالتبني. 

## روابط خارجية
- أنيسيا أتشينج في الديمقراطية المفتوحة